# Schwere Panzer-Abteilung 503
 (janvier 2019).
La schwere Panzer-Abteilung 503 (503e détachement de chars lourds) est une unité de la Wehrmacht. Le détachement combattit successivement sur le front de l'Est et le front de l'Ouest notamment en Normandie.

## Histoire

### Création et entraînement
La s. Pz. Abt. 503 fut formée le 4 mai 1942 à partir d'éléments de la 3. Pz.Div (3. Panzer-Division) à Neuruppin (83km au nord de Berlin). Initialement sous-équipée en hommes et en matériels par rapport à sa dotation théorique, la s. Pz. Abt. 503 ne reçut que fin 1942 ses 20 premiers chars Tigre I, des Pz III complétant alors les effectifs des deux premières Kompanien. C'est également fin décembre 1942 qu'une troisième Kompanie issue de la s. Pz. Abt. 502 vint grossir les rangs du détachement.

### Engagements sur le front de l'Est
La s. Pz. Abt. 503 partit pour la Russie après avoir fini l'intégration du matériel de dotation et des derniers personnels en décembre 1942 et connut son premier engagement dans le secteur de la steppe des Kalmoucks fin janvier 1943. Le détachement fut successivement engagé à Rostov, sur le front du Mious et dans le Donbass (rattaché à l'Armee-Abteilung Hollidt) jusqu'en avril 1943.
À la suite de ces engagements, la s. Pz. Abt. 503 fut envoyée dans la région de Kharkov afin d'y effectuer une série d'exercices.
Rattaché au III. Pz.Korps dans le cadre de l'opération Zitadelle, le détachement vit chacun de ses trois Kp. être rattaché à une Panzerdivision différente.
La défaite de Koursk sonna le glas de l'avancée allemande en URSS et par là, la fin des actions offensives pour la s. Pz. Abt. 503 qui fut jusqu'à mi-avril 1944 contrainte de mener des actions défensives (à Kharkov, à l'est du Dniepr, dans la région de Kiev et à Kamenez-Podolsk), et de désencerclement (notamment des poches de Tcherkassy et de Halbe).

### Engagements sur le front de l'Ouest
La s. Pz. Abt. 503 a été engagée en Normandie, équipée de Pz VI, Ausf. B, "Königstiger".
L'un des officiers était l'Oberleutnant Richard Freiherr von Rosen.
L'essentiel de l'unité a echappé à l'encerclement et franchi la Seine.

## Commandants
| Début         | Fin           | Grade          | Nom                        |
| ------------- | ------------- | -------------- | -------------------------- |
| mai 1942      | janvier 1943  | Oberstleutnant | Post                       |
| janvier 1943  | mai 1943      | Oberstleutnant | Erich Hoheisel             |
| juin 1943     | octobre 1944  | Hauptmann      | Clemens Graf von Kageneck  |
| février 1944  | décembre 1944 | Hauptmann      | Rolf Fromme                |
| décembre 1944 | janvier 1945  | Hauptmann      | Nordewin von Diest-Koerber |

## Sources
- Gordon Williamson, German Army Elite Units 1939-45, 2012
- Didier Lodieu, 45 Tiger en Normandie: la s. Pz.Abt. 503, 2002